# LG Optimus Dual
L'LG Optimus Dual (P990 con la sigla data dalla casa produttrice), è uno smartphone dotato del sistema operativo Android di Google Inc. e immeso nel mercato da LG nel marzo del 2011. Esso è il primo smartphone al mondo con un processore dual-core NVIDIA Tegra 2 a 1 GHz, ha uno schermo da 4 di tipo capacitivo che supporta fino a 10 dita e 8 GB di memoria interna (espandibili con memoria esterna di tipo micro SD fino a 32GB).

## Versioni
All'estero lo smartphone è venduto col nome 2X.

## Caratteristiche
Questo telefonino presenta particolari funzionalità multimediali, essendo il primo telefono supportare il formato Full HD (1080p) sia registrando video FULLHD sia potendo riprodurre qualunque video HD su uno schermo ad alta risoluzione (480 x 800 pixel).
Altra particolarità di questo telefonino è che permette di vedere film HD in streaming, immagini e musica connettendosi via wireless ad un qualunque dispositivo DLNA e usando la connettività HDMI, permettendo quindi di collegarsi direttamente ad uno schermo TV attraverso un cavo microHDMI che viene dato in dotazione all'acquisto.
Con la fotocamera da 8 megapixel, comprensiva di autofocus, si possono scattare foto usando il flash LED incorporato e condividerle direttamente sui siti di Social Networking di Internet.
A livello di connettività di rete, questo telefonino supporta la maggior parte delle reti, tra cui HSDPA, HSUPA, Wi-Fi (classi b/g/n), Bluetooth 2.1 e A-GPS.
Tramite la funzionalità "On-Screen Phone", si può comandare il telefonino direttamente dal proprio PC, quindi si può usare la tastiera del computer per scrivere messaggi SMS e E-Mail e si possono copiare i file dal computer al telefonino tramite la funzionalità "Drag and drop".

## Sistema operativo
Al momento del lancio, il telefonino possedeva la versione 2.2 Froyo di Android.
Dopo numerosi rinvii, il 1º novembre 2011 è stato distribuito l'aggiornamento alla versione 2.3.4 Gingerbread di Android. A seguito dei numerosi problemi presenti in questa versione, la LG ha poi distribuito il 17 febbraio 2012 un bugfix per sistemare le falle di sistema; in ultimo, l'8 giugno 2012 è stato distribuito un ulteriore bugfix.
Dopo numerosi rinvii, è stato resa disponibile nei primi giorni di dicembre 2012 l'aggiornamento alla versione 4.0 Ice Cream Sandwich di Android, aggiungendo quindi il pieno supporto al processore dual-core; insieme al nuovo sistema operativo LG ha implementato la sua nuova interfaccia UI 3.0.